# 长鳞红景天
长鳞红景天（学名：Rhodiola gelida）是景天科红景天属的植物。分布于蒙古、俄罗斯以及中国大陆的新疆等地，生长于海拔2,870米至4,180米的地区，一般生长在山坡草地上和岩石上，目前尚未由人工引种栽培。